# Jegor Orudschew

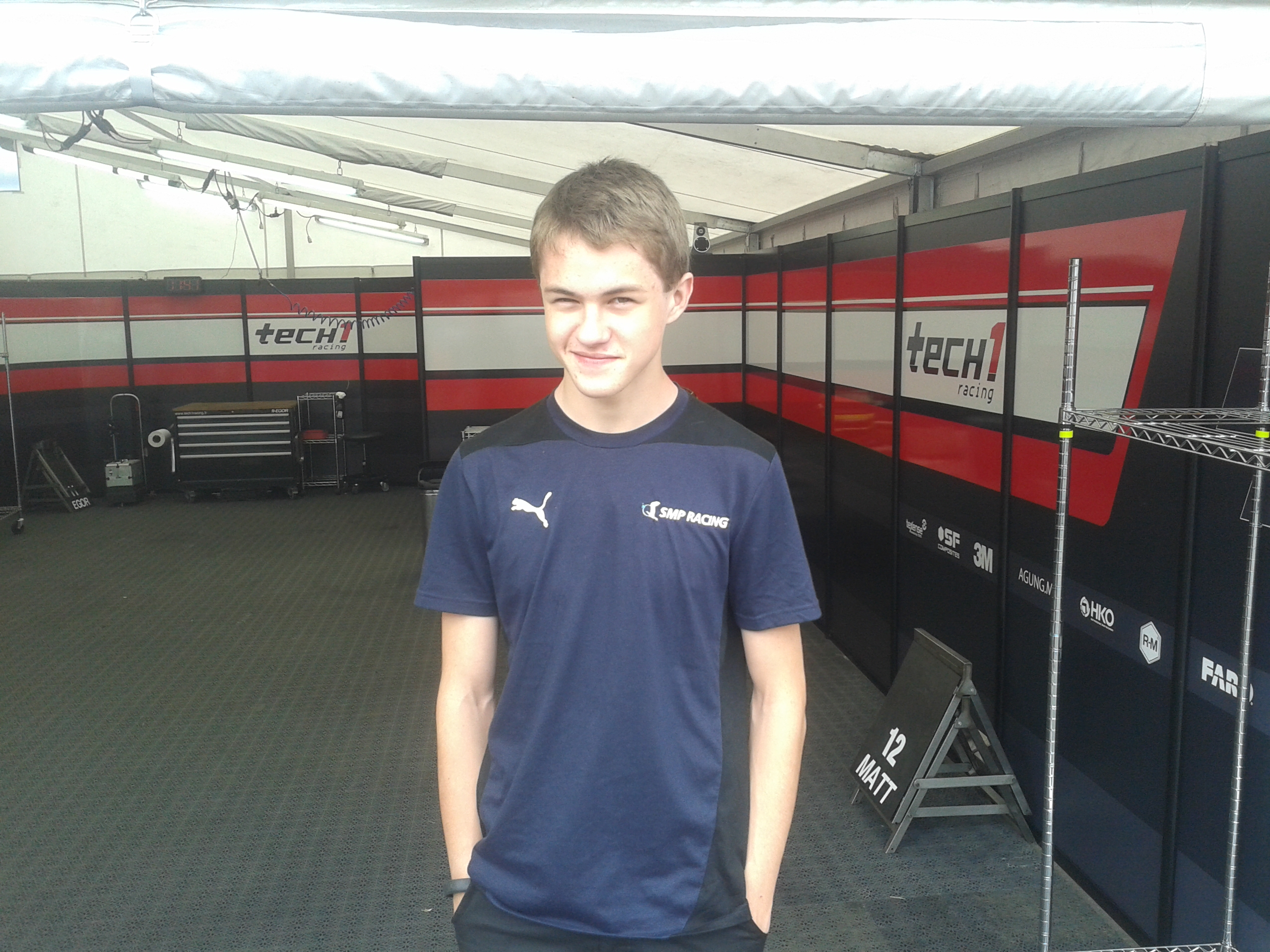
Jegor Orudschew 2013

Jegor Orudschew [ɪˈɡor ɐˈrudʐɨf], auch Egor Orudzhev, russisch Его́р Ору́джев, (* 16. Oktober 1995 in Sankt Petersburg) ist ein russischer Automobilrennfahrer. Er startete von 2015 bis 2017 in der Formel V8 3.5.

## Karriere
Orudschew begann seine Motorsportkarriere 2006 im Kartsport, in dem er bis 2011 aktiv blieb. 2012 wechselte er in den Formelsport. Er trat zunächst in der französischen Formel-4-Meisterschaft an. Mit einem zweiten Platz als bestem Ergebnis wurde er Gesamtzehnter. Darüber hinaus nahm er an einem Rennwochenende der alpinen Formel Renault teil und absolvierte einen Gaststart im Formel Renault 2.0 Eurocup.
2013 wechselte Orudschew zu Tech 1 Racing und trat im Formel Renault 2.0 Eurocup an. Mit einem zweiten Platz als bestem Resultat wurde er Siebter der Gesamtwertung, während sein Teamkollege Pierre Gasly den Meistertitel gewann. Darüber hinaus ging Orudschew mit Tech 1 Racing in der alpinen Formel Renault an den Start. Auch hier war ein zweiter Platz sein bestes Ergebnis und er wurde Fünfter der Fahrerwertung. Anfang 2014 trat Orudschew für M2 Competition in der Toyota Racing Series in Neuseeland an. Mit drei Siegen hatte kein Fahrer mehr Rennen als er gewonnen. Dennoch erreichte er in der Meisterschaft nur den sechsten Platz. Anschließend bestritt Orudschew für Tech 1 Racing seine zweite Saison im Formel Renault 2.0 Eurocup. Mit zwei zweiten Plätzen wurde er Achter im Gesamtklassement. In der alpinen Formel Renault absolvierte er darüber hinaus sechs Gaststarts. Außerdem nahm er für Carlin an einer Veranstaltung der britischen Formel-3-Meisterschaft teil. Dabei gelang ihm ein Sieg.
2015 erhielt Orudschew bei Arden Motorsport ein Cockpit in der Formel Renault 3.5. In Mogyoród erzielte er seinen ersten Sieg. In Le Mans gewann er erneut. Mit insgesamt vier Podest-Platzierungen schloss er die Saison auf dem fünften Platz der Fahrerwertung ab. Er setzte sich intern mit 133 zu 55 Punkten gegen Nicholas Latifi durch. 2016 blieb Orudschew bei Arden in der Meisterschaft, die in der Zwischenzeit in Formel V8 3.5 umbenannt worden war. Er gewann je ein Rennen in Spa-Francorchamps, Le Castellet, Monza, Jerez und Barcelona. Mit fünf Siegen war Orudschew der Fahrer, der die meisten Rennen für sich entschieden hatte. Da er jedoch bei sechs Rennen ausgefallen war, unterlag er in der Meisterschaft Tom Dillmann und Louis Delétraz mit 197 zu 237 bzw. 230 Punkten und wurde Gesamtdritter. Das interne Duell entschied er gegen Aurélien Panis, der mit 183 Punkten Fünfter war, für sich.

## Statistik

### Karrierestationen
| - 2006–2011: Kartsport - 2012: Französische Formel 4 (Platz 10) - 2012: Alpine Formel Renault (Platz 45) - 2013: Formel Renault 2.0 Eurocup (Platz 7) - 2013: Alpine Formel Renault (Platz 5) | - 2014: Toyota Racing Series (Platz 6) - 2014: Formel Renault 2.0 Eurocup (Platz 8) - 2014: Britische Formel 3 (Platz 12) - 2015: Formel Renault 3.5 (Platz 5) - 2016: Formel V8 3.5 (Platz 3) | - 2017: World Series Formel V8 3.5 (Platz 6) - 2017: ELMS, LMP2 (Platz 6) - 2018: ELMS, LMP2 (Platz 22) |

### Einzelergebnisse in der Formel Renault 3.5 / Formel V8 3.5
| Jahr | Team              | 1   | 2   | 3   | 4   | 5   | 6   | 7   | 8   | 9   | 10  | 11  | 12  | 13  | 14  | 15  | 16  | 17  | 18  | Punkte | Rang |
| ---- | ----------------- | --- | --- | --- | --- | --- | --- | --- | --- | --- | --- | --- | --- | --- | --- | --- | --- | --- | --- | ------ | ---- |
| 2015 | Arden Motorsport  | ALC | ALC | MON | SPA | SPA | HUN | HUN | SPI | SPI | SIL | SIL | NÜR | NÜR | LMS | LMS | JRZ | JRZ |     | 133    | 5.   |
| 2015 | Arden Motorsport  | DNF | 18  | 4   | 10  | 9   | 1   | 11  | 11  | DNF | 7   | 6   | 9   | 5   | 2   | 1   | 2   | 7   |     | 133    | 5.   |
| 2016 | Arden Motorsport  | ALC | ALC | HUN | HUN | SPA | SPA | LEC | LEC | SIL | SIL | SPI | SPI | MNZ | MNZ | JER | JER | CAT | CAT | 197    | 3.   |
| 2016 | Arden Motorsport  | DNF | 14* | DNF | 9   | 1   | DNF | 1   | 3   | DNF | 3   | DNF | 5   | 7   | 1   | 2   | 1   | 1   | 7   | 197    | 3.   |
| 2017 | SMP Racing by AVF | SIL | SIL | SPA | SPA | MNZ | MNZ | JER | JER | ALC | ALC | NÜR | NÜR | MEX | MEX | COA | COA | BRN | BRN | 198    | 6.   |
| 2017 | SMP Racing by AVF | 2   | 2   | 3   | 7   | 5   | DNF | DNF | 2   | 1   | 3   | 3   | 3   | DNF | DNF | 2   | 1   |     |     | 198    | 6.   |

### Le-Mans-Ergebnisse
| Jahr | Team       | Fahrzeug           | Teamkollege       | Teamkollege       | Platzierung | Ausfallgrund |
| ---- | ---------- | ------------------ | ----------------- | ----------------- | ----------- | ------------ |
| 2018 | SMP Racing | BR Engineering BR1 | Matewos Issaakjan | Stéphane Sarrazin | Ausfall     | Unfall       |
| 2019 | SMP Racing | BR Engineering BR1 | Sergej Sirotkin   | Stéphane Sarrazin | Ausfall     | Unfall       |

### Einzelergebnisse in der FIA-Langstrecken-Weltmeisterschaft
| Saison  | Team       | Rennwagen          | 1   | 2   | 3   | 4   | 5   | 6   | 7   | 8   |
| ------- | ---------- | ------------------ | --- | --- | --- | --- | --- | --- | --- | --- |
| 2018/19 | SMP Racing | BR Engineering BR1 | SPA | LEM | SIL | FUJ | SHA | SEB | SPA | LEM |
| 2018/19 | SMP Racing | BR Engineering BR1 | DNF | DNF | 3   | DNF | DNF | DNF | 4   | DNF |
| 2019/20 | Team LNT   | Ginetta G60-LT-P1  | SIL | FUJ | SHA | BAH | AUS | SPA | LEM | BAH |
| 2019/20 | Team LNT   | Ginetta G60-LT-P1  | 4   | 11  | 4   |     |     |     |     |     |